# Pont Supérieur (métro de Lille)
La station Pont Supérieur est une station de la ligne 2 du métro de Lille, située à Lille, dans la commune-associée de Lomme. Inaugurée le 1er avril 1989, la station permet de desservir le quartier Les Châteaux dans la commune voisine de Lambersart.

## La station

### Situation
Tout comme les stations entre Bourg et Bois Blancs, la station se trouve au bord de l'avenue de Dunkerque dans la commune associée de Lille, Lomme. Elle est implantée à l'intersection entre cette avenue, la rue Auguste Bonte et la rue de la Gare. La station dessert le quartier Les Châteaux de Lambersart, ainsi que la commune associée de Lille, Lomme.
Elle est située sur la ligne 2 entre les stations Mitterie et Lomme - Lambersart - Arthur-Notebart, respectivement à Lille et à Lambersart.

### Origine du nom
La station doit son nom au pont de la ligne d'Haubourdin à Saint-André au-dessus de l'avenue de Dunkerque.

### Histoire
La station est ouverte le 1er avril 1989 lors de la mise en route de la ligne 1 bis, devenue en 1994 la ligne 2.

### Architecture
La station comporte un accès et un ascenseur en surface et est bâtie sur trois niveaux.
- niveau -1 : vente et validation des titres
- niveau -2 : choix de la direction du trajet
- niveau -3 : voies centrales et quais opposés

En plus de l'architecture normale de la station se trouvent au niveau -2 des tableaux représentant des trains, sûrement au fait que l'arrêt se situe près de l'ancienne gare de Lomme.

Architecture intérieure
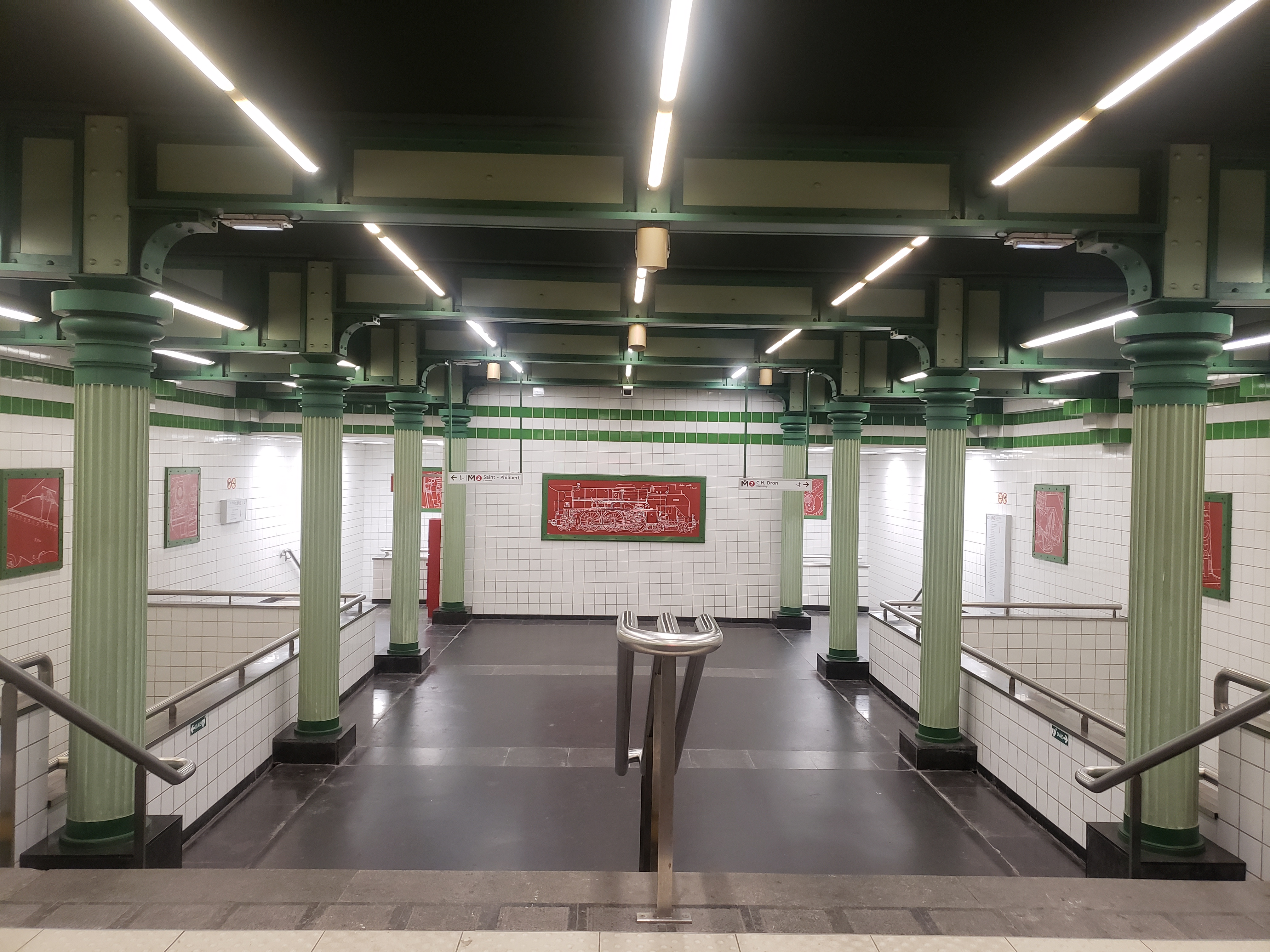
Vue générale de la mezzanine
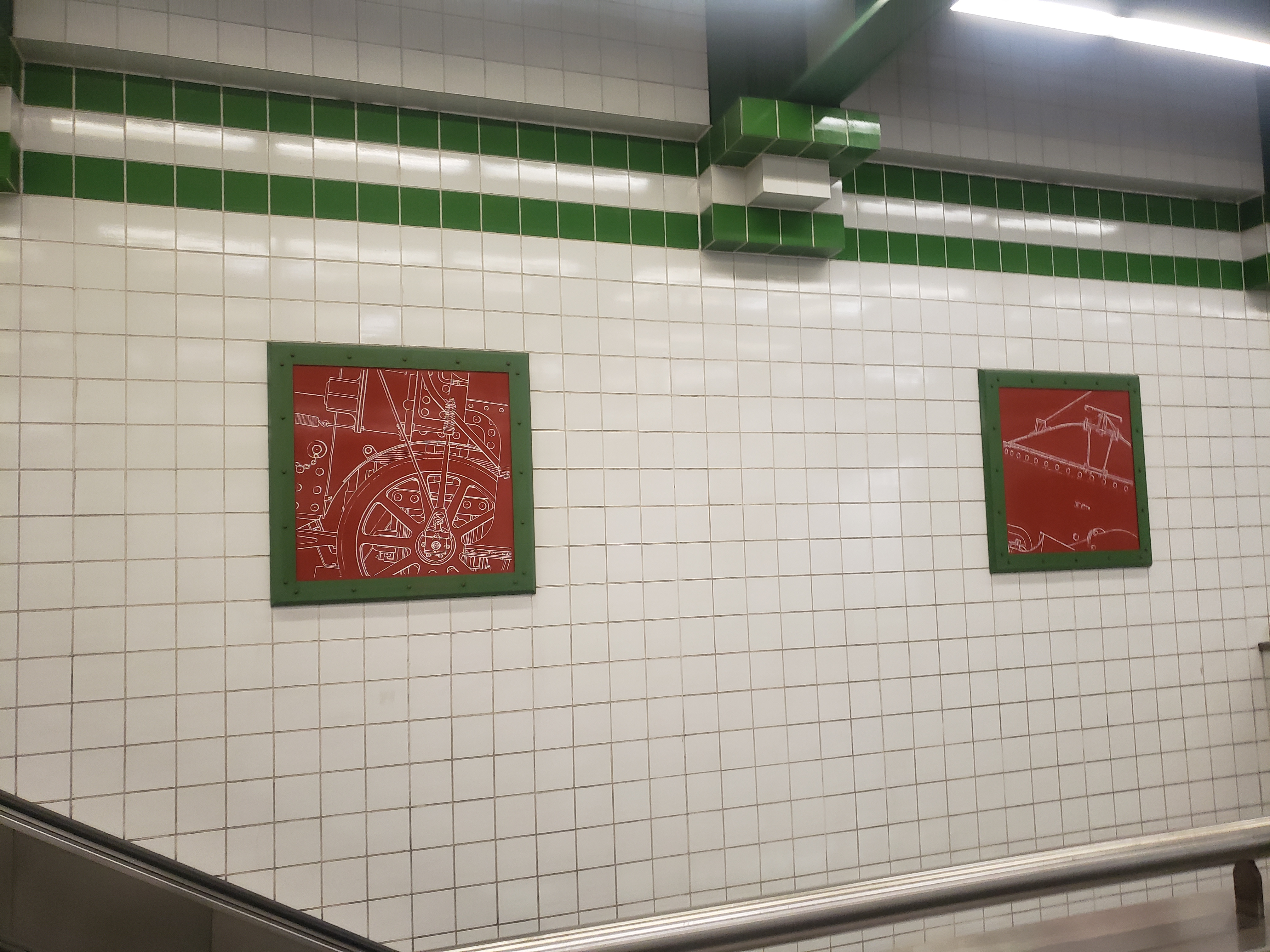
Détail mural de la mezzanine
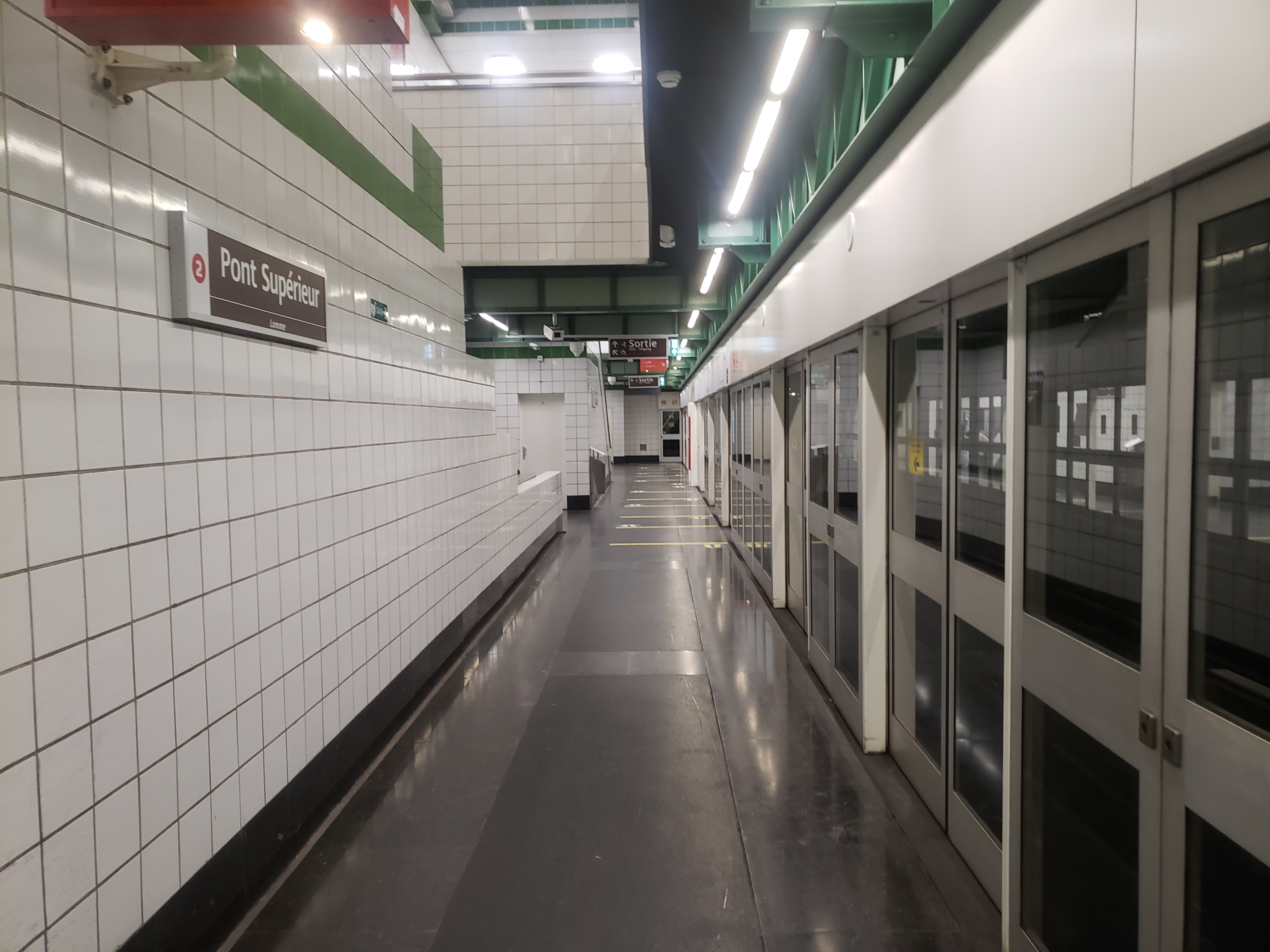
Vue générale du quai (39 mètres) en direction de Saint-Philibert

## Intermodalité
La station est desservie par la ligne 10 du réseau Ilévia.

## À proximité
- Le monument aux morts de Lomme.
- La gare de Lomme qui n'est plus en service.
- La piscine municipale de Lomme.